# Údor
Údor (en rus: Удор) és un poble de la República de Komi, a Rússia, segons el cens del 2010 tenia 24 habitants.